# Roman Cycowski

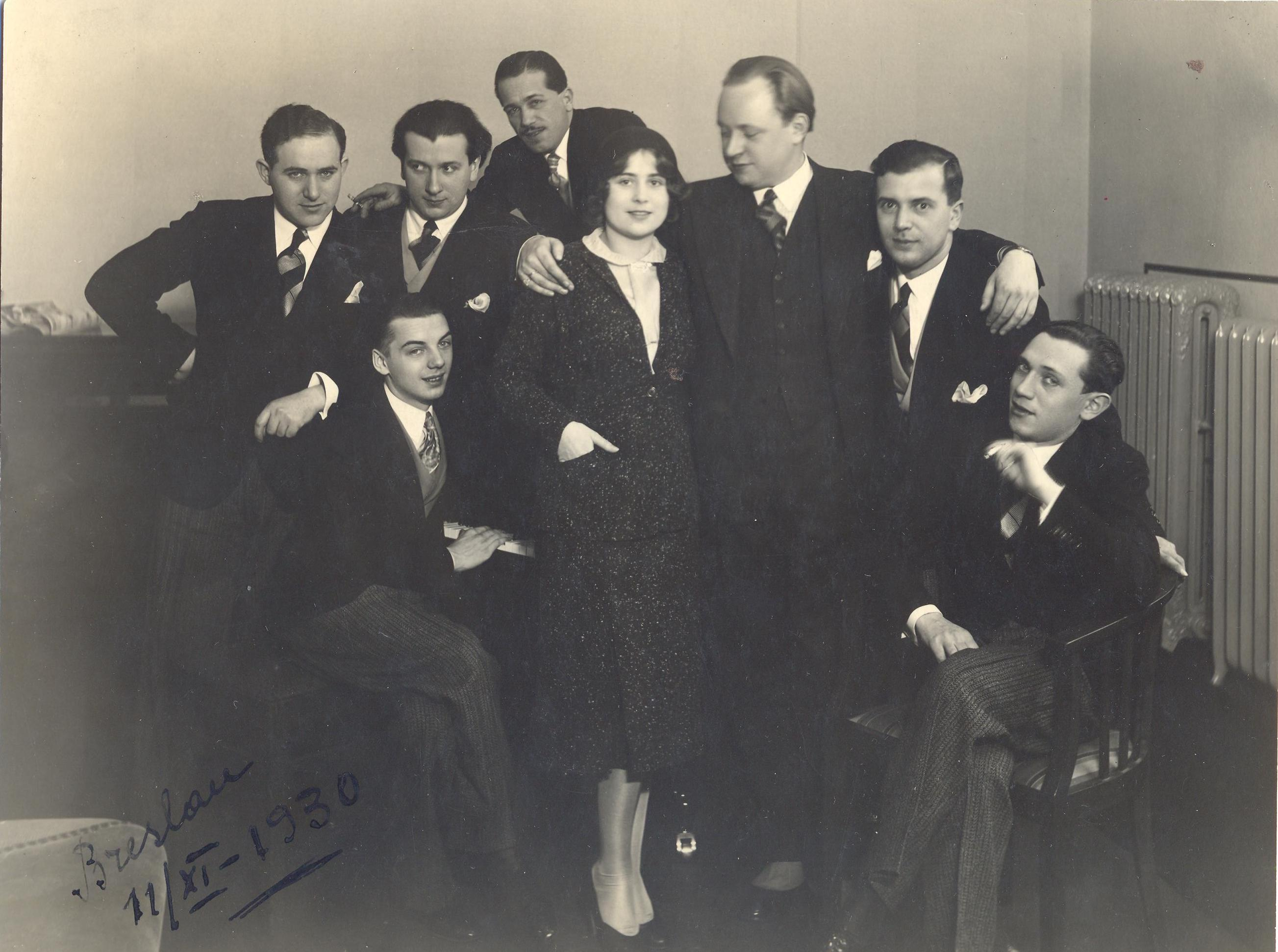
Roman Cycowski (stehend, erster von links) mit den Comedian Harmonists 1930

Roman Josef Cycowski (* 25. Januar 1901 in Tuszyn; † 9. November 1998 in Palm Springs, Kalifornien) war ein US-amerikanischer Sänger polnischer Herkunft jüdischen Glaubens. Er sang den Bariton im Berliner Ensemble Comedian Harmonists und war später Chasan (Kantor) in einer Synagoge.

## Leben
Cycowski wurde als Sohn des Textilhändlers und Fabrikanten Schlama Cycowski geboren. Vier seiner acht Geschwister starben früh. Er wuchs im damals unter russischer Oberhoheit stehenden Łódź auf, wo er die Schule besuchte, und sang bereits im Alter von sieben Jahren in der Synagoge. Von seinem Kantor erhielt er Unterricht in Harmonielehre und Musiktheorie.
Während des Ersten Weltkrieges lernte Cycowski von einem deutschen Offizier die deutsche Sprache. Aus der polnischen Armee wurde er auf eigenen Wunsch 1919 entlassen. 1920 verließ er die wieder polnisch gewordene Stadt Łódź, um in Deutschland zu leben. 
Nach einer ersten Anstellung als Sänger in der Synagoge von Beuthen folgten Engagements an verschiedenen Theatern, zum Beispiel am Stadttheater Beuthen, an der Waldoper in Zoppot, an der Oper Danzig, am Stralsunder Theater, am Stadttheater Guben und in Rostock. Dabei trat er stets unter dem Pseudonym „Ernst Mühlstein“ auf. Zu seinen Rollen zählten zum Beispiel Dr. Falke und Baron Oskar in der Operette Die Fledermaus, Zar Peter in Zar und Zimmermann, Wolfram von Eschenbach in Tannhäuser, Don Escamillo in Carmen, die Titelrolle in Rigoletto, Graf Luna in Il trovatore, Giorgio Germont in La traviata, und Renato in Ein Maskenball. Parallel dazu nahm er weiter Unterricht, zum Beispiel am Konservatorium von Beuthen.
1926 nahm er ein Musikstudium an der Musikhochschule in Berlin auf. Seine Abneigung gegen Polen und der Verlust der polnischen Staatsbürgerschaft nach seiner Weigerung, dort Militärdienst zu leisten, hinderten ihn daran, seine Familie jemals zu besuchen. Später unterstützte er seine Eltern und Geschwister finanziell.
In Berlin lebte er anfangs von Ersparnissen aus seiner Zeit als Opernsänger, später sang er zu Stummfilmen in Kinos. Bei einem Engagement am Großen Schauspielhaus lernte er Ari Leschnikoff und Robert Biberti kennen, über die er Anfang 1928 zu den Comedian Harmonists gelangte. 1935 wurde das Ensemble wegen seiner drei jüdischen Mitglieder verboten. Gemeinsam mit Harry Frommermann und Erich A. Collin emigrierte Cycowski nach Wien. Von Wien und später von London aus gelang ihnen mit neuen Mitgliedern eine internationale Karriere. Unter dem Namen Comedy Harmonists bereisten sie unter anderem Australien, Südamerika und die Sowjetunion. In London heiratete Cycowski seine langjährige Freundin Maria/Mary Panzram, die – obwohl nichtjüdischen Glaubens – gemeinsam mit ihm emigriert war. 1940 verhinderte während einer Tournee durch die USA der deutsche U-Boot-Krieg die Ausreise des Ensembles, das sich angesichts einer zunehmend deutschfeindlichen Umgebung bald auflöste. Cycowski ließ sich 1941 in Los Angeles nieder. Er gründete einen Nightclub, ging jedoch bald bankrott.
Unter dem Eindruck des Todes seines Vaters, der in Łódź auf offener Straße erschlagen worden war, nahm er die Stelle eines Kantors der orthodoxen Synagoge in Los Angeles an. Nach dem Zweiten Weltkrieg erfuhr er, dass drei seiner Geschwister dem nationalsozialistischen Holocaust zum Opfer gefallen waren. Nur eine Schwester hatte im KZ Auschwitz überlebt. 
1947 wurde Cycowski Kantor des Temple Beth Israel in San Francisco. 1966 gab er zum hundertsten Geburtstag der Gemeinde Beth Israel das Oratorium Queen Esther bei dem israelischen Komponisten Marc Lavry (1903–1967) in Auftrag, bei dessen Uraufführung am 6. März 1960 im War Memorial Opera House in San Francisco er eine der Bariton-Partien sang. 1971 legte er im Alter von 70 Jahren sein Amt als Kantor nieder und zog mit seiner Frau nach Palm Springs. Dort übernahm er aus Liebe zu seinem Beruf bald wieder eine Kantorstelle. 
Am 9. November 1998 starb Cycowski 97-jährig in Palm Springs. Er war der letzte Lebende der sechs Comedian Harmonists. Sein Grab befindet sich auf dem Desert Memorial Park Friedhof in Palm Springs.
In Joseph Vilsmaiers Film Comedian Harmonists wurde Cycowski von Heino Ferch verkörpert.

## Gedenken

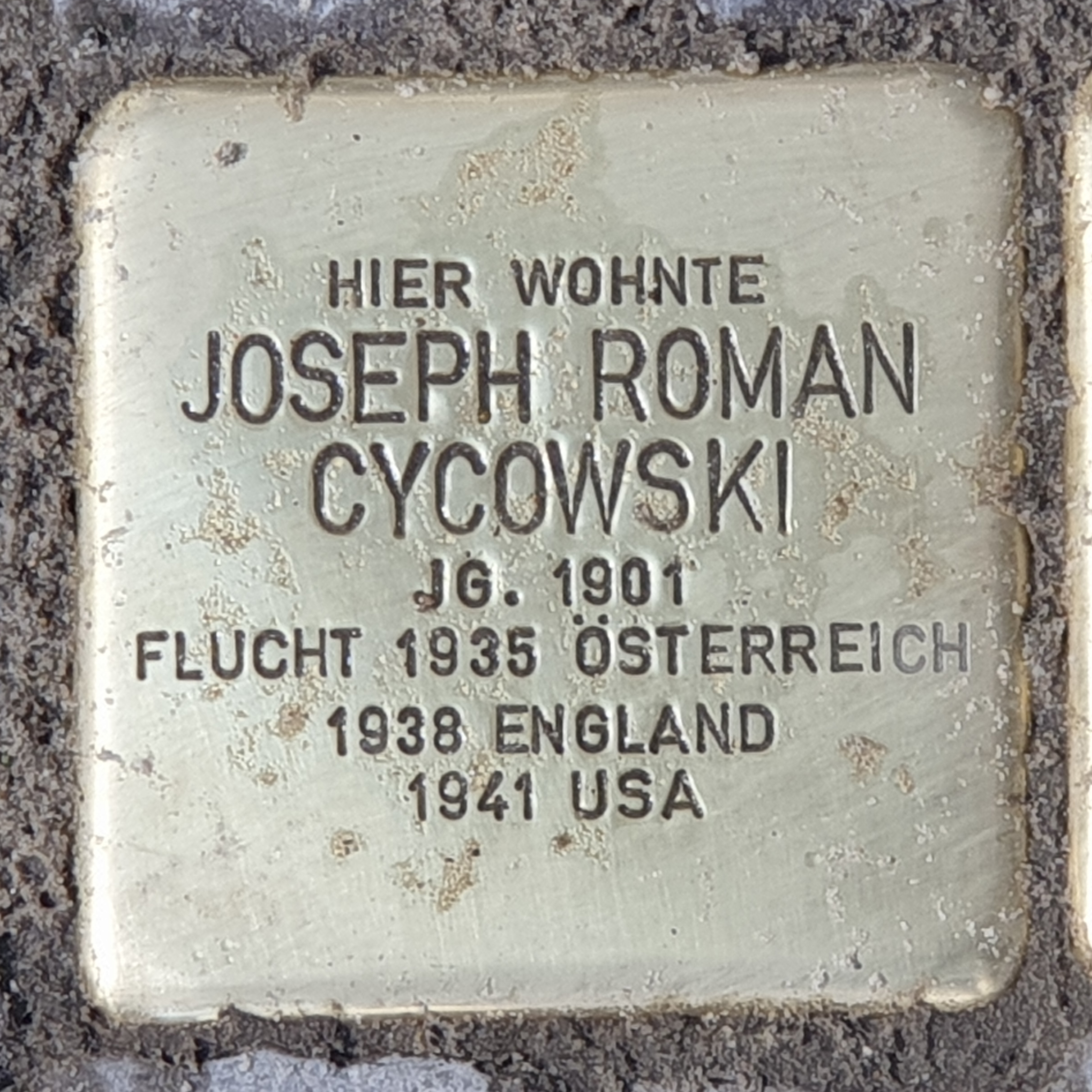
Stolperstein am Haus, Xantener Straße 14, in Berlin-Wilmersdorf

Am 31. August 2023 wurden vor seinem ehemaligen Wohnort, Berlin-Wilmersdorf, Xantener Straße 14, Stolpersteine für seine Frau und ihn verlegt.